# Albert Bourla
Albert Bourla (grec: Αλβέρτος Μπουρλά)  (Tessalònica, 21 d'octubre de 1961) és un veterinari grecoamericà i el president i conseller delegat de Pfizer, una companyia farmacèutica nord-americana. Es va incorporar a l'empresa el 1993 i ha ocupat diversos càrrecs executius a les divisions de Pfizer. Abans de convertir-se en director executiu, Bourla va exercir com a director d'operacions.
A més dels consells d'administració de Pfizer i de la Fundació Pfizer, ocupa o ha format part dels consells d'administració de l'Organització d'Innovació Biotecnològica, Catalyst, Partnership for New York City i Pharmaceutical Research and Manufacturers of America. Bourla també és membre de The Business Council i de Business Roundtable. Sovint es relaciona amb líders empresarials com Bill Gates.
Bourla va ser motivat per un amor primerenc pels animals i la medicina i se li atribueix la remodelació de Pfizer per ser una empresa centrada en la investigació i el desenvolupament i medicaments amb recepta de marca protegits per patents. També se li atribueix l'ajuda al desenvolupament d'Improvac, que erradica la contaminació del senglar, i la reorientació de la divisió de vacunes de Pfizer per centrar-se en l'estafilococ, la infecció per clostridioides difícil, les malalties infantils i la vacuna Pfizer–BioNTech COVID-19. S'oposa a la interferència del govern en els preus farmacèutics, que creu que dificultaria la despesa en el desenvolupament de nous medicaments.

## Biografia

### Primers anys i educació
Bourla va néixer i es va criar a Tessalònica, Grècia. Els seus pares, que eren jueus sefardites, es trobaven entre els 2.000 dels 50.000 jueus a Tessalònica per sobreviure a l'Holocaust ; la seva mare es trobava a pocs minuts de l'execució per un esquadró d'afusellament quan es va salvar mitjançant un rescat pagat a un funcionari del Partit Nazi pel seu cunyat no jueu, mentre que el seu pare estava fora del gueto jueu quan els residents van ser detinguts. al camp de concentració d'Auschwitz i es va amagar per no tornar a veure mai més els seus pares.
Bourla es va unir a Sephardic Heritage International a DC (SHIN-DC) el 28 de gener de 2021, on va explicar la història de tragèdia i supervivència de la seva família sefardita grega a la Commemoració Anual del Congrés per al Dia Internacional de Memòria de l'Holocaust de l'organització, juntament amb les declaracions de la seva Excel·lència Alexandra Papadopoulou, Ambaixador de Grècia als Estats Units.
Bourla va obtenir un doctorat en biotecnologia de la reproducció a l'Escola de Veterinària de la Universitat Aristòtil de Tessalònica Va marxar de Grècia amb la seva dona quan tenia 34 anys després d'un ascens a Pfizer i des d'aleshores ha viscut a set ciutats diferents, a quatre països diferents.

## Carrera
Bourla es va incorporar a Pfizer l'any 1993, primer treballant com a doctor en medicina veterinària i director tècnic de la divisió de salut animal de l'empresa a Grècia.
L'any 2001 va emigrar als Estats Units.
Va ocupar diversos càrrecs executius a Zoetis (aleshores conegut com a Salut Animal) i altres divisions de Pfizer. Del 2005 al 2009, va exercir com a president d'àrea de la divisió d'Europa, Àfrica i Orient Mitjà de Salut Animal. El 2009 i el 2010, va supervisar la divisió d'Europa, Àfrica i Àsia Pacífic. En aquest darrer paper, va gestionar la fusió del negoci de salut animal de Fort Dodge de Wyeth amb Pfizer en aquestes regions.
Del 2010 al 2013, Bourla va ser president i director general de la Unitat de Negoci de Productes Establits de Pfizer. Allà, va crear negocis per als medicaments de la companyia que recentment havien perdut l'exclusivitat de la patent.
Des de gener de 2014 fins a gener de 2016, Bourla va exercir com a president del grup del negoci global de vacunes, oncologia i salut del consumidor de Pfizer, on va dirigir el treball de Pfizer sobre càncer i medicaments per al cor, entre d'altres. i va ajudar a llançar Eliquis, un anticoagulant, i Ibrance, un fàrmac per al tractament del càncer de mama.
Des de febrer de 2016 fins a desembre de 2017, va ser president del grup de Pfizer Innovative Health. El 2016, durant el seu mandat, els ingressos d'Innovative Health van augmentar un 11%.
Bourla es va convertir en el director d'operacions (COO) de Pfizer l'1 de gener de 2018, supervisant el desenvolupament, la fabricació, les vendes i l'estratègia de fàrmacs de la companyia. Va reestructurar Pfizer i va escindir el negoci de la salut dels consumidors durant el seu mandat com a COO.
Va ser ascendit a conseller delegat l'octubre de 2018, amb efecte l'1 de gener de 2019, succeint a Ian Read, el seu mentor.
El febrer de 2019, Bourla va ser un dels set consellers delegats de la indústria farmacèutica que va participar en una audiència sobre els preus dels medicaments amb recepta als Estats Units amb el Comitè de Finances del Senat dels Estats Units.
L'abril de 2019, a la cerimònia de lliurament dels premis Prix Galien Greece, Geoffrey R. Pyatt, ambaixador dels Estats Units a Grècia , li va lliurar el premi al "Líder grec preeminent" de la indústria farmacèutica mundial.
El gener de 2020, Bourla va assumir el càrrec addicional de president executiu, després de la jubilació d' Ian Read.
El 2020, Bourla va empènyer els empleats de Pfizer per al desenvolupament ràpid d'una vacuna contra la COVID-19 en col·laboració amb l'empresa alemanya BioNTech, assegurant-se que sigui segura i eficaç. Va dir al seu equip que "els rendiments financers no haurien de motivar cap decisió" pel que fa a la vacuna. Va assumir el risc de produir la vacuna Pfizer-BioNTech COVID-19 abans de l'aprovació de la Food and Drug Administration perquè estigués a punt per enviar-se immediatament després de l'aprovació.
El 2020, Institutional Investor el va classificar com el màxim CEO d'Amèrica a la indústria farmacèutica.

### Servei de la junta i membres
Bourla ha format part del consell de govern de la Secció de Salut de la Biotechnology Innovation Organization, l'associació comercial de biotecnologia més gran del món. Es va incorporar a la junta directiva de Pfizer el febrer de 2018 i també forma part de la junta directiva de la Fundació Pfizer. Bourla és membre de la junta de Catalyst, una organització global sense ànim de lucre que promou l'avenç de la dona, Partnership for New York City, i Pharmaceutical Research and Manufacturers of America (PhRMA), una associació comercial que representa empreses de la indústria farmacèutica als Estats Units.
Bourla és membre de l' Consell Empresarial, una organització de líders empresarials amb seu a Washington, DC, i la Business Roundtable, un grup de directors executius de les grans empreses nord-americanes establertes per promoure pro-empresarial de polítiques públiques.
El novembre de 2021, alguns blocs van informar que Bourla havia estat detingut. L'afirmació va guanyar força a les xarxes socials, però ràpidament es va demostrar que era falsa.

## Vida personal
Bourla i la seva dona viuen a Scarsdale, Nova York. Té dos fills: una filla i un fill. Va rebre 21 milions de dòlars en compensació de Pfizer el 2020.
Bourla està compromès amb la seva herència grega. Manté una casa a Chalkidiki, que visita cada estiu. És un partidari del club esportiu Aris Thessaloniki. Per beneficiar Grècia, va organitzar donacions de vacunes, ajuda mèdica per als refugiats i més d'1 milió de dòlars en medicaments per ajudar els pacients sense assegurança. Va establir el Centre d'Intel·ligència Artificial Pfizer a la seva ciutat natal, va dirigir la participació de Pfizer a la Fira Internacional de Tessalònica, és molt amic de Geoffrey R. Pyatt, ambaixador dels Estats Units a Grècia, i va portar l'equip de lideratge de Pfizer a Grècia per reunir-se amb el primer ministre de Grècia. Kyriakos Mitsotakis.
Les seves contribucions polítiques han estat majoritàriament a republicans del nord-est dels Estats Units o que s'oposen als controls dels preus dels medicaments amb recepta als Estats Units.
Apareix regularment a CNBC i The New York Times i fa publicacions setmanals a LinkedIn promocionant el treball de Pfizer.